# ライナ・カバイヴァンスカ
ライナ・カバイヴァンスカ（Райна Кабаиванска、ラテン文字転写：Rajna Kabaivanska, 1934年12月15日 -）はブルガリアの歌手（ソプラノ）。ソプラノの中でも「スピント・ソプラノ」の性質を持ち、ヴェルディやプッチーニ作品での歌唱においては、同じ世代のソプラノの中でもトップクラスの資質を持つ。

## 来歴
ライナ・カバイヴァンスカ、旧姓ライナ・ヤキノヴァは1934年12月15日、ブルガリアのブルガス生まれ。父は作家で獣医師、ブルガリア国営旅行会社「バルカン・ツーリスト」経営者、母は物理学教授であった。間もなくソフィアに移り、同地で音楽に親しみ始める。ソフィア音楽院に入学後、カバイヴァンスカは労働者のための芸術集団に加入し、ソプラノとメゾソプラノのためのアリアをいくつか歌うようになる。やがて、声域がメゾソプラノよりソプラノに適していると分かると、以降はソプラノ一本に専念した。ソフィア国立歌劇場付属合唱団でも団員として舞台を踏み、1957年にはチャイコフスキー『エフゲニー・オネーギン』のタチアナ役でソリストのデビューを果たすと、ヴェルディ『仮面舞踏会』の最終場にも出演した。このソフィア音楽院時代、当時のブルガリア国内で聴取が禁じられていた外国放送を、カバイヴァンスカは友人とともにひそかに聞き、そこでマリア・カラスの歌声に惹かれるようになる。
翌1958年、カバイヴァンスカはブルガリア政府の奨学金を得てイタリアに留学。2011年の自身の回想によると留学先は当初、別の国だったようだが、カラスへの憧れからイタリアに変更してもらったという。ミラノとヴェルチェッリにてツィータ・フマガッリ・リーヴァに師事してさらなる研さんに励む。1959年、カバイヴァンスカはプッチーニ『外套』のジョルジェッタ役でイタリア・デビューを果たした。2年後の1961年には、ファーノでレオンカヴァッロ『道化師』のネッダ役を演じ、イタリア国内の評判を決定づけると、同じ年に指揮者アントニーノ・ヴォットーやジャナンドレア・ガヴァッツェーニの推薦によりベッリーニ『テンダのベアトリーチェ』のアグネス役でスカラ座の初舞台を迎え、後者では共演したジョーン・サザーランドのスタイルと逆の「適切な」歌唱で公演を務めた。
1962年、カバイヴァンスカはイタリア国外に進出し、メトロポリタン歌劇場（メト）にはカルロ・ベルゴンツィと共演した『道化師』のネッダ役で、コヴェント・ガーデンにはゲオルク・ショルティ指揮、マリオ・デル＝モナコとティート・ゴッビ出演のヴェルディ『オテロ』デズデーモナ役でそれぞれデビュー。1961年から1968年にわたり、アメリカにおける往年の大ソプラノで当時すでにボルチモアに引退していたローザ・ポンセルに歌唱技術などの教えを乞うと、ヴェルディの『運命の力』レオノーラ役と『イル・トロヴァトーレ』のレオノーラ役、プッチーニ『蝶々夫人』の蝶々さん役を演じる際に指導の賜物を発揮した。
以降、カバイヴァンスカはボリショイ劇場、テアトロ・コロン、ウィーン国立歌劇場、ハンガリー国立歌劇場など世界の主要歌劇場を席巻する。1973年にはカラスの演出によるヴェルディ『シチリアの晩鐘』が再建なったトリノのテアトロ・レージョにかけられ、カバイヴァンスカはエレナ役で出演するに至った。
同年9月にはNHKの招聘により日本を訪れ、NHKイタリア歌劇団の第7回公演（NHKホール）にて、オリヴィエロ・デ・ファブリティース指揮の『トスカ』で表題役を歌った。その公演はフラヴィアーノ・ラボー（カヴァラドッシ）、ジャンピエロ・マストロメイ（スカルピア）と共演したが、ラボーが短躯ゆえに一苦労しており、イタリア歌劇団に関わった元NHKチーフディレクターの武石英夫によれば、ラボーのために特注のシークレットシューズを作ったものの、それを履いたところでカバイヴァンスカの髪の毛を除いた額の高さにしか届かなかったという。
2年後の1975年にはパリ・オペラ座に『イル・トロヴァトーレ』レオノーラ役でデビューし、1978年からはヘルベルト・フォン・カラヤンの知遇を得てウィーンで『イル・トロヴァトーレ』公演に出演したほか、1981年と1982年のザルツブルク音楽祭でもカラヤン指揮のヴェルディ『ファルスタッフ』でアリーチェ・フォード役を務めた。
歌手活動のかたわらで、カバイヴァンスカはシエナのキジアーナ音楽院で教鞭をとり、1992年からはトリノでマスター・クラスを開始している。また世界各地の権威ある国際コンクールの審査員を務めてきた。2007年9月8日にモデナの大聖堂で行われたルチアーノ・パヴァロッティの葬儀に際しては、『オテロ』から「アヴェ・マリア」を歌った。新しいレパートリーの開拓も惜しまず、レハールの『メリー・ウィドウ』、ヤナーチェクの『イェヌーファ』、ヴァイルの『闇の女』など、20世紀に作られたオペラも手掛けている。2002年には新ブルガリア大学（NBU）内に設立した「ライナ・カバイヴァンスカ財団」に名を冠され、ブルガリアの才能ある若い芸術家への支援を目指している。

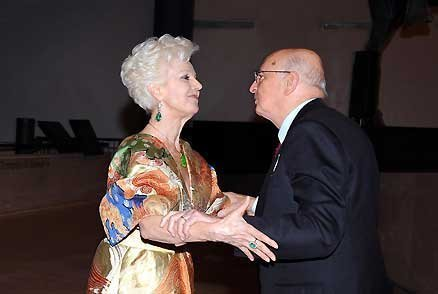
演奏会を終えて、第11代大統領ジョルジョ・ナポリターノに賛辞を受けるカバイヴァンスカ（2009年）

2011年5月、ソフィアのマスコミのインタビューに応じたカバイヴァンスカは、「デビューから54年経った今でも、イタリアはおろか世界の舞台を席巻したとは思っていない」と述べ、またイタリアに留学したまま外地に居ついた点には「当時の政権に公然と反対することは不可能で、家族は人質にされたも同然の状態であった」として、カバイヴァンスカ自身も何度か個人的に脅迫を受けたと明かした。
2009年9月にソフィアと故郷ブルガスでソフィア・フィルハーモニー管弦楽団とのガラ・コンサートに出演したあとは、公的なコンサート出演は公表されていないが、マスタークラスの受講生に交じって、飛び入りで2012年のガラ・コンサートに出演している。

## 主なディスコグラフィ・フィルモグラフィ
カバイヴァンスカが出演した録音は71件が知られている。
| 通番 | 作曲家                         | 配役名                                        | 劇場                                              | 指揮者                           | 備考                   |
| ---- | ------------------------------ | --------------------------------------------- | ------------------------------------------------- | -------------------------------- | ---------------------- |
| 01   | V・ベッリーニ                  | BEATRICE DI TENDA                             | スカラ座                                          | アントニーノ・ヴォットー         | 1961 (LI)*             |
| 02   | ベルリオーズ                   | BENVENUTO CELLINI                             | Teatro di San Carlo di Napoli                     | フェルナンド・プレヴィターリ     | 1967 (LI)*             |
| 03   | ボーイト                       | MEFISTOFELE                                   | スカラ座                                          | ジャナンドレア・ガヴァッツェーニ | 1964 (LI)*             |
| 04   | ブリテン                       | TURN OF THE SCREW (THE)                       | Teatro Regio di Torino                            | Campanella Bruno                 | 1995 (LI)**            |
| 05   | フランチェスコ・チレア         | ADRIANA LECOUVREUR                            | Teatro Comunale di Firenze                        | G・ガヴァッツェーニ              | 1981 (LI)*             |
| 06   | チレア                         | ADRIANA LECOUVREUR                            | Bulgarian Television and Radio Symphony Orchestra | Arena, Maurizio                  | 1985 (LI)*             |
| 07   | チレア                         | ADRIANA LECOUVREUR                            | Teatro La Fenice di Venezia                       | Oren Daniel                      | 1991 (LI)**            |
| 08   | ガエターノ・ドニゼッティ       | FAUSTA                                        | Teatro dell'Opera di Roma                         | Oren Daniel                      | 1981 (LI)*             |
| 09   | ドニゼッティ                   | ROBERTO DEVEREUX                              | Teatro dell'Opera di Roma                         | Rudel Julius                     | 1988 (LI)*             |
| 10   | ウンベルト・ジョルダーノ       | ANDREA CHÉNIER                                | Teatro Communale di Genova                        | Peloso Paolo                     | 1972 (LI)*             |
| 11   | ルッジェーロ・レオンカヴァッロ | PAGLIACCI                                     | Metropolitan Opera                                | Cleva Fausto                     | 1962 (LI)*             |
| 12   | レオンカヴァッロ               | PAGLIACCI                                     | スカラ座                                          | カラヤン、ヘルベルト・フォン     | 1968 (FI)**            |
| 13   | レオンカヴァッロ               | PAGLIACCI                                     | Metropolitan Opera                                | Adler Kurt                       | 1970?(LI)*             |
| 14   | ジュール・マスネ               | MANON                                         | Teatro dell'Opera di Roma                         | Oren Daniel                      | 1981 (LI)*             |
| 15   | マスネ                         | タイス                                        | Teatro Bellini di Catania                         | Fabritiis Oliviero De            | 1969 (LI)*             |
| 16   | フランシス・プーランク         | VOIX HUMAINE (LA)                             | Teatro Massimo di Palermo                         | Reck Stefan Anton                | 2000 (LC)*             |
| 17   | プッチーニ                     | ボエーム (LA)                                 | Teatro Colón (Buenos Aires)                       | Martini Juan Emilio              | 1963 (LI)*             |
| 18   | プッチーニ                     | 蝶々夫人                                      | Orchestra Filarmonica di Napoli                   | Rápalo Ugo                       | 1969 (STU)*            |
| 19   | プッチーニ                     | 蝶々夫人                                      | Bulgarian Philharmonic Orchestra                  | Bellini Gabriele                 | 1982 (STU)*            |
| 20   | プッチーニ                     | 蝶々夫人                                      | Verona Arena                                      | Arena Maurizio                   | 1983 (LI)**            |
| 21   | プッチーニ                     | 蝶々夫人                                      | Arena di Verona                                   | Campori Angelo                   | 1997 (LI)*             |
| 22   | プッチーニ                     | マノン・レスコー                              | Metropolitan Opera                                | Adler Kurt                       | 1966 (LI;12/3/66)*     |
| 23   | プッチーニ                     | マノン・レスコー                              | Fort Worth Opera Orchestra                        | Kruger Rudolf                    | 1968 (LI)*             |
| 24   | プッチーニ                     | マノン・レスコー                              | Verona Arena                                      | Santi Nello                      | 1970 (LI;Kabaiwanska)* |
| 25   | プッチーニ                     | マノン・レスコー                              | Deutsche Oper Berlin                              | Maazel Lorin                     | 1971 (LI)*             |
| 26   | プッチーニ                     | マノン・レスコー                              | Bulgarian TV and Radio Symphony Orchestra         | Campori Angelo                   | 1984*                  |
| 27   | プッチーニ                     | SUOR ANGELICA                                 | Teatro de la Zarzuela de Madrid                   | Alcántara Theo                   | 1993 (LI)***           |
| 28   | プッチーニ                     | TOSCA                                         | NHK Symphony Orchestra                            | Fabritiis Oliviero De            | 1973 (LI)***           |
| 29   | プッチーニ                     | TOSCA                                         | スカラ座                                          | Molinari-Pradelli Francesco      | 1974 (LI)*             |
| 30   | プッチーニ                     | TOSCA                                         | New Philharmonia Orchestra                        | Bartoletti Bruno                 | 1976 (FI)**            |
| 31   | プッチーニ                     | TOSCA                                         | Orchestra Stabile Emiglia-Romagna                 | Campori Angelo                   | 1976 (LI)*             |
| 32   | プッチーニ                     | TOSCA                                         | スカラ座                                          | Ozawa Seiji                      | 1980 (LI)**            |
| 33   | プッチーニ                     | TOSCA                                         | L'Opéra de Marseille                              | Boncompagni Elio                 | 1981 (LI)*             |
| 34   | プッチーニ                     | TOSCA                                         | Bulgarian Philharmonic                            | Bellini Gabriele                 | 1982 (STU)*            |
| 35   | プッチーニ                     | TOSCA                                         | Bayerische Staatsoper                             | Patanè Giuseppe                  | 1985 (LI)*             |
| 36   | プッチーニ                     | TOSCA                                         | Teatro dell'Opera di Roma                         | Oren Daniel                      | 1990 (LI)***           |
| 37   | プッチーニ                     | TURANDOT                                      | Covent Garden                                     | Downes Edward                    | 1963 (LI)*             |
| 38   | ロッシーニ                     | GUILLAUME TELL [GUGLIELMO TELL]               | Teatro Colón (Buenos Aires)                       | F・プレヴィターリ                | 1966 (LI)*             |
| 39   | チャイコフスキー               | EUGENE ONEGIN                                 | Metropolitan Opera                                | Tchakarov Emil                   | 1979 (LI)*             |
| 40   | ヴェルディ                     | DON CARLOS [DON CARLO]                        | Philadelphia Lyric Opera Company                  | Guadagno Anton                   | 1966 (LI)*             |
| 41   | ヴェルディ                     | DON CARLOS [DON CARLO]                        | San Antonio Symphony Orchestra                    | Alessandro Victor                | 1968 (LI)*             |
| 42   | ヴェルディ                     | DON CARLOS [DON CARLO]                        | Houston Grand Opera                               | Herbert Walter                   | 1969 (LI)*             |
| 43   | ヴェルディ                     | DON CARLOS [DON CARLO]                        | Metropolitan Opera                                | Adler Kurt                       | 1970 (LI;14/2/70)*     |
| 44   | ヴェルディ                     | DON CARLOS [DON CARLO]                        | Metropolitan Opera                                | Molinari-Pradelli Francesco      | 1971 (LI)*             |
| 45   | ヴェルディ                     | DON CARLOS [DON CARLO]                        | Bayerische Staatsoper                             | Molinari-Pradelli Francesco      | 1977 (LE)*             |
| 46   | ヴェルディ                     | ERNANI                                        | スカラ座                                          | Votto Antonino                   | 1969 (LI)*             |
| 47   | ヴェルディ                     | FALSTAFF                                      | Teatro Colón (Buenos Aires)                       | F・プレヴィターリ                | 1965 (LI)*             |
| 48   | ヴェルディ                     | FALSTAFF                                      | San Francisco Opera                               | Molinari-Pradelli Francesco      | 1966 (LI)*             |
| 49   | ヴェルディ                     | FALSTAFF                                      | Wiener Philharmoniker                             | カラヤン、ヘルベルト・フォン     | 1980 (STU)*            |
| 50   | ヴェルディ                     | FALSTAFF                                      | Wiener Philharmoniker                             | カラヤン、ヘルベルト・フォン     | 1981 (LI)*             |
| 51   | ヴェルディ                     | FALSTAFF                                      | Wiener Philharmoniker                             | カラヤン、ヘルベルト・フォン     | 1982**                 |
| 52   | ヴェルディ                     | FALSTAFF                                      | Teatro di San Carlo di Napoli                     | Oren Daniel                      | 1985 (LI)***           |
| 53   | ヴェルディ                     | FORZA DEL DESTINO (LA)                        | Metropolitan Opera                                | Santi Nello                      | 1964 (LI)*             |
| 54   | ヴェルディ                     | FORZA DEL DESTINO (LA)                        | Philharmonisches Staatsorchester Hamburg          | Gregor Bohumil                   | 1971 (LI)*             |
| 55   | ヴェルディ                     | OTELLO                                        | Covent Garden                                     | Solti Georg                      | 1962 (LI)*             |
| 56   | ヴェルディ                     | OTELLO                                        | Teatro Colón (Buenos Aires)                       | Klobucar Berislav                | 1963 (LI)*             |
| 57   | ヴェルディ                     | OTELLO                                        | San Francisco Opera                               | Gregor Bohumil                   | 1970 (LI)*             |
| 58   | ヴェルディ                     | OTELLO                                        | Teatro Verdi di Trieste                           | Sanzogno Nino                    | 1975 (LI)*             |
| 59   | ヴェルディ                     | SIMON BOCCANEGRA                              | スカラ座                                          | Abbado Claudio                   | 1976 (LE)*             |
| 60   | ヴェルディ                     | SIMON BOCCANEGRA                              | スカラ座                                          | Abbado Claudio                   | 1976 (LI;Washington)*  |
| 61   | ヴェルディ                     | TRAVIATA (LA)                                 | Teatro Comunale di Bologna                        | Gatto Armando                    | 1974 (LI)*             |
| 62   | ヴェルディ                     | TROVATORE (IL)                                | Berliner Staatskapelle                            | Bartoletti Bruno                 | 1975 (STU)*            |
| 63   | ヴェルディ                     | TROVATORE (IL)                                | Wiener Staatsoper                                 | カラヤン、ヘルベルト・フォン     | 1978 (LI)***           |
| 64   | ヴェルディ                     | TROVATORE (IL)                                | Teatro Comunale dell'Opera di Genova              | Rizzi Carlo                      | 1991 (LI)*             |
| 65   | ヴェルディ                     | VÊPRES SICILIENNES [I VESPRI SICILIANI] (LES) | Teatro Regio di Torino                            | Vernizzi Fulvio                  | 1973 (LI)*             |
| 66   | ワーグナー                     | RIENZI                                        | スカラ座                                          | Scherchen Hermann                | 1964 (LI)*             |
| 67   | ヴァイル                       | LADY IN THE DARK                              | Teatro Massimo di Palermo                         | Mercurio Steven                  | 2001 (LI)**            |
| 68   | ザンドナーイ                   | フランチェスカ・ダ・リミニ                    | Opera Orchestra of New York                       | Queler Eve                       | 1973 (LI)*             |
| 69   | ザンドナーイ                   | フランチェスカ・ダ・リミニ                    | Arena di Verona                                   | Arena Maurizio                   | 1980 (LI)*             |
| 70   | ザンドナーイ                   | フランチェスカ・ダ・リミニ                    | Bulgarian Radio                                   | Arena, Maurizio                  | 1987 (STU)*            |
| 71   | ザンドナーイ                   | フランチェスカ・ダ・リミニ                    | Teatro Massimo di Palermo                         | Arena, Maurizio                  | 1995 (LI)**            |

### スタジオ録音
- プッチーニ『蝶々夫人』：ジーノ・タッデイ、ジャンニ・マッフェオ：ウーゴ・ラパロ指揮（イタリア語）：1969年：BASF 59-23 329 K（LP）[12]
- ヴェルディ『イル・トロヴァトーレ』：フランコ・ボニゾッリ、ヴィオリカ・コルテス：ブルーノ・バルトレッティ指揮：1975年：Arts Music 43045-2（CD、2004年）[14]。
- ヴェルディ『ファルスタッフ』：ジュゼッペ・タッデイ、フランシスコ・アライサ、ローランド・パネライ、ジャネット・ペリー、クリスタ・ルートヴィヒ：
  - カラヤン指揮：1980年：DG 447 686-2（CD）[16]

### ライヴ録音
- ベッリーニ『テンダのベアトリーチェ』：サザーランド、ディーノ・ドンディ：ヴォットー指揮：1961年スカラ座：Opera d'Oro OPD 1259（CD、2000年）[18]
- ヴェルディ『オテロ』：デル＝モナコ、ゴッビ：ショルティ指揮）：1962年コヴェント・ガーデン：Memories 4583/4584（CD）[19]
- ヴェルディ『イル・トロヴァトーレ』：プラシド・ドミンゴ、フィオレンツァ・コッソット、ピエロ・カプッチルリ：カラヤン指揮：1978年ウィーン国立歌劇場：RCA Red Seal 74321 61951-2（CD、1999年）/TDK DV-CLOPIT （DVD、2004年）[20]
- ヴェルディ『ファルスタッフ』：ジュゼッペ・タッデイ、アライサ、パネライ、ペリー：カラヤン指揮：1981年7月26日ザルツブルク音楽祭：Fachmann Fur Klassischer Musik FKM 5022/23（CD、2000年）[21]
- プッチーニ『トスカ』：パヴァロッティ、インクヴァル・ヴィクセル（英語版）：ダニエル・オーレン（英語版）指揮：1990年ローマ歌劇場：RCA Victor Red Seal 09026 61806-2（CD、1993年）[22]
- プーランク『人間の声』：シュテファン・アントン・レック指揮）：2000年パレルモ：Fondazione Teatro Massimo FTM 001 (CD、2001）[23]

### フィルモグラフィ
- プッチーニ『トスカ』：ラボー、マストロメイ：デ・ファブリティース指揮：1973年9月24日NHKホール（第7回NHKイタリア歌劇団公演）：キングレコード KIBM-1050（DVD、2008年）[24]
- ヴァイル『闇の女』：ショーン・シムス、ジーノ・キュリコ：スティーヴン・マーキュリオ（英語版）指揮：2001年パレルモ：House of Opera DVDCC 764（DVD、2005）[25]

## 褒章ほか
- イタリア共和国功労勲章グランデ・ウッフィチャーレ章 – 2000年12月7日